# 梅花布兰治 (南卡罗来纳州)
梅花布兰治（英文：Plum Branch）是美国南卡罗来纳州下属的一座城镇。根据2010年美国人口普查，该市有人口82人，人口密度约为每平方英里226.52人（约合每平方公里87.46人）。

## 地理
梅花布兰治的地理位置是33°51′00″N 82°15′34″W / 33.849875°N 82.259560°W.。
根据美国统计局的数据梅花布兰治的面积为1平方千米，其中全部是陆地面积。

## 人口
| 调查年                | 人口 | 备注  | %±     |
| --------------------- | ---- | ----- | ------ |
| 1910                  | 145  |       | —      |
| 1920                  | 169  |       | 16.6%  |
| 1930                  | 127  |       | −24.9% |
| 1940                  | 142  |       | 11.8%  |
| 1950                  | 158  |       | 11.3%  |
| 1960                  | 139  |       | −12.0% |
| 1970                  | 108  |       | −22.3% |
| 1980                  | 73   |       | −32.4% |
| 1990                  | 101  |       | 38.4%  |
| 2000                  | 98   |       | −3.0%  |
| 2010                  | 82   |       | −16.3% |
| 2014年估计            | 78   | [ 3 ] | −4.9%  |
| U.S. Decennial Census |      |       |        |

按照2000年的统计数据梅花布兰治有98名居民，分43个户和26个家庭，其人口密度为每平方千米102.3人，其中78.57%是美国白人，21.43%是非裔美国人。
市内的43个户里20.9%有18岁以下的未成年人、55.8%是结婚夫妇、2.3%是带孩子的单身妇女、39.5%不是家庭、37.2%是单身汉、16.3%有65岁以上的老人。平均每户2.28人，家庭的平均大小为3.08人。
市内的人口结构为22.4%在18岁以下、6.1%在18至24岁之间、23.5%在25至44岁之间、27.6%在45至64岁之间、20.4%在65岁以上。平均年龄为43岁。女子对男子的性别比为100：81.5，成年人的性别比为100：72.7。
户的平均年收入为24583美元，家庭的平均年收入为47917美元。男子的平均年收入为38750美元，女子的平均年收入为26250美元，人均年收入为16358美元。10.3%的家庭和21.9%的居民生活在贫困线以下，其中包括26.7%的未成年人和35.0%的老年人。